# Dear Galileo
『Dear Galileo』（ディア・ガリレオ、タイ語: หนีตามกาลิเลโอ）はタイの映画。ジャンルはロマンチック/ドラマ。 2009年7月23日に劇場公開された。監督はニティワット・タラトーン。映画はイギリス・ロンドン、フランス・パリ、イタリア・ヴェネツィアの3か国3都市で撮影された。収益は3,034万バーツ。

## 登場人物・配役
- レイ・マクドナルド : (フランス在住の)タム/ピシット役
- Chutima Teepanat : チェリー役
- Jarinporn Joonkiat : ヌン役
- Thanakorn Chinkool : (タイ在住の)タム役
- Wongsakorn Rasmitat : チェリーの父 役
- Varun Vachirapilantana : ヌンの父 役
- Chamni Thipmanee : (ロンドンの)トム先輩 役
- Gunn Junhavat : ングーン 役

## あらすじ
ヌーンとチェリーは親友で、双方とも大学生である。物語は、2人がそれぞれの問題を抱えつつ、一緒にバンジージャンプをするところから始まる。ヌーンはタムというボーイフレンドと別れたばかりであった。チェリーは建築系の大学で製図室の使用許可証のサインを偽造したことが発覚し、1年の留年を余儀なくされていた。チェリーは、ロンドンで生活している親戚を頼りつつ、働きながらパリ、ヴェネツィア、そしてピサの斜塔を含むヨーロッパ旅行に出かけようとし、ヌーンを誘う。ヌーンもそれに同意し、双方の親が心配する中、ロンドンに向けて出発する。
ロンドンで頼ろうとした親戚・ジェイは入れ違いにタイに帰ってしまい、2人はジェイと入れ替わりに日の当たらない半地下の家に住むことになる。ジェイが働いていたタイ料理店の後釜にはヌーンが入り、チェリーは別のタイ料理店に職を見つける。そこでは多くのタイ人が働いていたが、全てが不法労働者であった。一番の古株であるトムはチェリーらに、役人が査察に来た時の合言葉を教え、その言葉が聞こえたら裏口から逃げるように教える。休日に、100エーカーの森に観光に行った2人は、プー棒投げで遊び、さらに、”2つの石を同時に落として、水面に同時に落ちるか否かで問いかけの正否を聞く"というガリレオ占いもするのであった。慣れない接客などの仕事に苦労するチェリーをフォローするのはトムだった。トムは、故郷のゴム農園よりも多い稼ぎを求めて10年近く前にイギリスに来たのだった。そして、十分稼いだら警察に出頭して逮捕される、と話す。ストーンヘンジの観光の後、弟・ングーンが欲しがっていたTシャツを手に入れたチェリーたちだったが、そのせいで帰りの列車を逃す。職場が嫌になっていたチェリーたちは観光を楽しむことにし、それを含めて1週間もの無断欠勤をしたせいで2人はどちらもクビになってしまう。トムはチェリーのお別れ会を開き、餞別として唐辛子炒めを作ってくれる。チェリーは"使えるようになったら連絡してくれ"とメールアドレスをトムに渡す。お別れパーティーは、トムの作っていた唐辛子炒めの煙が近隣に不快臭を撒き散らしたことで通報される。チェリーたちは逃げ出すが、トムだけは捕まってしまう。トムが強制送還されるニュースを見ながら、2人はフランスに向かう。
パリで1泊だけ、と泊まったホステルは想像以上に不快な場所で、さらに2人は所持金を盗まれてしまうが、なんとかトムが口利きしてくれた下宿付きのタイ料理店に仕事を決める。ひどい状態になっていた下宿をチェリーのアイデアでリフォームし、ヌーンはお祝いに製図用のペンをプレゼントする。とは言え、仕事はキッチンの下働きで、満足な給料ももらえない。帰りのメトロ乗り場でタダ乗りしている現場を見たチェリーは、それを真似してメトロにタダ乗りするようになる。そんな2人に燻る問題は、部屋での暮らし方だった。ズボラなチェリーのやり方に不満が残るヌーンは、満足な食事が出来ない不満もあって、タイに帰ろうと提案するが、チェリーはそれを断る。チェリーはヨーロッパに片道航空券でやってきていたのであった。そのうえ、さらにチェリーがタムにこっそり連絡を取っていたことにヌーンは怒り、2人は完全に仲違いしてしまう。そんな中、ヌーンは雑踏の中に、タイ語で話している声を聞き、その主を追いかける。タム、もしくはピシットという彼(レイ・マクドナルド)は、国の倉庫に不法居住していた。ヌーンは元彼と同じ名前であるピシットに親近感を持ち、倉庫についていく。不法占拠している仲間を紹介したピシットはさらに、これから払うことになる罰金の捻出のためパーティを開く準備をしていることを話す。倉庫に夜通し過ごしたことでひいていた風邪を悪化させたヌーンは、タイ料理店のチラシ配りの最中に倒れ、呼んでもらった救急車からも強制送還を恐れて逃げ出す。なんとか下宿に戻ってきたヌーンの発熱にチェリーは驚き、街中の薬店で風邪薬を探すが、処方箋がないとして取り合ってもらえない。最後に助けてくれたのは、日頃付き合いの悪い階上のおばさんであった。なんとかヌーンは助かり、2人は、日を跨いで相手に怒り続けないこと、口の悪いことを許容すること、ズボラな生活を咎めないことを約束し合う。チェリーを伴って、ヌーンは倉庫にパーティ準備の手伝いに向かう。魚釣りをしていたピシットに嫌味をいうチェリーだが、ピシットは意に介さない。チェリーのアイデアで会場の配置がうまくいったことをきっかけに彼女の建築アイデアも展示されることが決まる。チェリーの真似をしてメトロにタダ乗りしようとするヌーンをチェリーが撮影していると、それを見た駅員に無賃乗車を咎められる。なんとか2人はその場から逃げ出すが、ヌーンはひどく後悔する。ピシットは彼女に「旅行に来たのにずっと台所で働いている、台所は地元にもあるのに」と話し、お金がなくても見て回れるパリの名所を案内し、雑踏にタイ語のプラカードを掲げて遊ぶ。案内の最後、ヌーンはピシットに、"ガリレオ占い"を教える。台所で働くのが嫌になったヌーンは、ダンサーとして料理店でタイダンスを踊ることを考える。2人が踊っていると、偶然チェリーの友人が訪ねてくる。卒業後様々な仕事についている友人の話を聞き、まともな仕事を出来ていないチェリーは気落ちするが一転奮起して、建築デッサンを完成させる。ピサの斜塔にインスパイアされたそのデッサンを見て、ピシットはチェリーに、間違いを認めて大学に戻るべき、とアドバイスするが、チェリーは、"ガリレオが地動説を受け入れてもらえなかったように、間違えているのは周りの方だ"と受け入れない。さらに、パーティでミラノ在住のジュゼッペがチェリーのデッサンに興味を持ち、自分の設計事務所にスカウトし、チェリーは年明けからインターンとして働くことになり、パーティが終わった年末に2人は下宿を引き払い、イタリアに向けて出発する。ヌーンは未練を残しつつ駅に見送りに来たピシットに、メールアドレスを伝える。
ヴェネツィアで観光しているとき、ヌーンは年末年始をチェリーと過ごしたあと、フランスのピシットの元に戻る決意を話す。チェリーはそれを受け入れ、自分の誕生日である4月29日にピサの斜塔で再会する約束をする。2人がタイの写真が飾ってあるイタリア料理店で食事をしていると、店主のファブリチオが話しかけてくる。タイが大好きだ、と語るファブリチオは、2人が貧乏旅行をしていることを聞くと、自分の店で働くことを勧め、2人は働き始める。売ったアルミ皿の残り枚数だけで売上を管理していることを知ったチェリーは、同じ皿を買ってきて売上をごまかすことを思いつき、ヌーンにそれを持ちかける。渋るヌーンだが、ゴンドラ代を捻出するため1度だけとの約束でそれは決行される。ほどなくしてそれは発覚し、怒ったファブリチオは警察を呼ぶ。助けに来たジュゼッペの努力も空しく、ヌーンは強制送還されることになる。罪悪感にかられたチェリーは、クリスマスの日、持っていたビデオカメラで、謝罪のクリップを撮影する。
それから数ヶ月後の4月28日。チェリーはジュゼッペの事務所で働いていた。トムからはついにチェリーあてにゴム農園で働く姿の写真付きメールが送られてきた。翌29日、チェリーはピサの斜塔に向かう。ヌーンにメールを送ったあと、塔の頂上から、ヌーンが怒っているか、チェリーはボールを落としてガリレオ占いをする。その結果を確かめる前に、ヌーンからメールが来る。そこにはピシットと共に、以前パリでやったようなタイ語のプラカードを掲げる写真が添付されていた。「家が恋しい人は手を挙げて」とタイ語で書かれたその言葉を見て、チェリーもタイに戻ってくる。空港でチェリーが家族に再会していると、遠くにヌーンの姿が見える。「自分の友達が恋しい人は手を挙げて」と書かれたプラカードを掲げるヌーンの元にチェリーは近づき、ハグをする。

## 映画のサウンドトラック
- ตังเก - สิงโต เดอะ สตาร์ 5 , ต่าย ชุติมา , เต้ย จรินทร์พร
- th:แค่ได้คิดถึง - th:ญารินดา บุนนาค

## 技術
- SONY PWM-EX1 XDCAM HD CINEALTA CAMERA
- 5.1ドルビーデジタルサウンド
- リリースプリント35mm。フラット1.85：1

## 賞
受賞
- komchadluek award レイ・マクドナルドに最優秀助演男優賞
- エンターテインメント評論家クラブ賞 Jarinporn Joonkiatに最優秀助演女優賞[2]

ノミネート
- komchadluek award  Chutima Teepanatが主演女優賞にノミネート
- TOP Award 2009は、Jarinporn JoonkiatがBestYoung Female Movie Awardにノミネート、Ray McDonaldがBestActorにノミネート
- StarPics Award 最優秀女優賞、および最優秀助演女優賞にノミネート
- Chalerm Thai Award タイ映画での女優賞及び助演女優賞にノミネート
- エンターテインメント評論家クラブ賞 最優秀女優賞にノミネート
- スパンナホン賞 最優秀女優賞、最優秀助演男優賞、最優秀助演女優賞、および音楽賞にノミネート

## Tips
- ニティワット監督は、この物語の主人公として2人の若いタイ人女性を起用した。これは、監督を務めた映画「早春譜」でこの手法が成功を収めたからである。
- 登場人物「チェリー」は、本人が小さなことだと思っているルール破りのせいで、1年間留年する羽目になった。この事件は、教師との口論で学位を落としたニシワット監督の実生活からヒントを得ている。
- 監督は当初、ChutimaとJarinpornの年齢差を気にして、同い年の友達として演技できるか疑っていた。しかし、彼らが一緒に行動してみると深刻な問題はなかったので、彼女らはチェリー役とヌーン役を引き受けることになった。
- 監督は当初、ピシットに26〜27歳前後のキャラクターを想定していたため、30を超えていたレイマクドナルドがその役にふさわしいかどうか迷っていた。しかし、レイが演技テストをしたとき、監督の初期の考えよりもレイをピシット役にするほうが信頼性が高く、奥行きがあり、魅力的だとわかった。
- キャスティング部門は、トム役の俳優を選ぶのに苦労しており、海外一人旅経験があるとしてプロデューサーJira MaligulがChamni Thipmaneeを推薦した。そして、彼はトム役を練習し、習得するまで時間がかかった。ちなみに彼の本職は写真家であり、この映画のポスター写真も撮影している。
- 海外撮影を行ったスタッフは主役を含めて15名であった。少人数での撮影のメリットは小回りが利くことであるが、デメリットとして2ヶ月の限られた時間で撮影を済ませるため、各人が複数の仕事をこなさなければならなかった。主役2名は、自分で化粧やヘアメイクを行った。
- チェリー役のChutimaは、インプレッション中に泣き出してしまった。それはチーム全体が集まってストーリーを把握するために台本を通しで読んでいるときのことであり、他の者ももらい泣きしたという。
- Chutimaは、この映画にはこれまで演技した中で最も難しいシーンがいくつかあることを認めている。それは、泣いているシーンで、泣くと同時に話をしなければならないこと、さらに、涙が溢れても流れ出てはいけないことであった。幸運にも、撮影中に涙は流れ出なかったという。
- 撮影は冬に行われたが、シーンの一部は冬を想定したものではなかった。俳優らは薄着で演技して、撮影が終わってすぐに着込んでした。また、寒い中自然に話すことに苦労していた。
- Jarinpornは、以前から母親に海外で生活したいと話していた。この役が決まった時彼女は母親と顔を見合わせて、夢が突然叶ったことを喜んだ。撮影にあたり、彼女は休学している。
- レイマクドナルドは、ピシット役を演じるために海外に向かう必要があった。しかし、スケジュールがスワンナプーム空港の抗議閉鎖とかち合ってしまった。スタッフはウタパオ空港からパリへのフライトを見つけ、レイは予定通りスムーズに移動できた。
- ヌーンがシャンゼリゼ通りで「家が恋しい人は拍手を」というプラカードを掲げる印象的なシーンがあるが、これには、ちょうどそこを歩いていたタイ人が拍手をしている。[3]
- ピシットのパーティーで踊りにかけられたのは、สุนทราภรณ์(ブーゲンビリア)という曲である。
- この映画が上映されている間、ChutimaはPhitha Limcharoenratと恋におちた。彼は米ぬか油を売る実業家で、初めてパリで修士課程を履修していた。2人は結婚して一児を得たが、後に離婚している。